# Обезбеђени повратак кући (бејзбол)
Обезбеђени повратак кући (ОПК, цигла) или утеривања, су незванични преводи појма RBI у бејзболу и софтболу, и означава број постигнутих поена након ударене лоптице који нису дошли услед одбрамбене грешке. Најближи је појам асистенцији у фудбалу и кошарци, с тим што у случају постизања хоумрана (фер лоптица ударена ван терена) и ударач самом себи додаје један ОПК. Поред просека ударања и хоумранова овај статистички појам спада у тзв Триплу круну у бејзболу.
Најчешће се постиже приликом успешно ударене лоптице, али се такође добија и ако ударач изнуди шетање при пуним базама, ако га погоди лоптица при пуним базама, и ако испадне приликом ударене лоптице, а саиграч постигне поен. То се резултатски приписује као жртвено излетање (енгл. Sacrifice (sac) fly). ОПК се не добија ако одбрана забележи грешку после ударене лоптице, а не добија се ни при двоструком ауту (double play).